# Attentato al bus di Ramat Eshkol
L'attentato al bus di Ramat Eshkol fu un attacco suicida di Hamas contro un autobus urbano nel quartiere Ramat Eshkol di Gerusalemme il 21 agosto 1995.
L'organizzazione islamista palestinese Hamas rivendicò l'attacco.

## L'attacco
Usando una bomba progettata da Yahya Ayyash, l'attentatrice suicida palestinese Sufian Jabarin si fece esplodere alle 7:45 mentre un autobus di pendolari attraversava Ramat Eshkol. 5 persone (compreso l'attentatore) furono uccise e più di cento rimasero ferite. Molte delle vittime furono poliziotti diretti al quartier generale della polizia nazionale e studenti estivi in viaggio verso il campus del Monte Scopus dell'Università Ebraica. Una delle vittime fu un'insegnante del Connecticut che era in visita in Israele per raccogliere materiale per le sue lezioni sulla storia israeliana. Un'altra vittima rimase paralizzata dal collo in giù durante l'attacco, restando collegata ad un respiratore fino alla sua morte nel 2005.

### Vittime
Le seguenti persone morirono nell'attacco:
- Rivka Cohen, 26 anni, di Gerusalemme;
- Hannah Naeh, 44 anni, di Gerusalemme; < https://laad.btl.gov.il/Web/He/TerrorVictims/Page/Default.aspx?ID=35457>
- Joan Davenney, 46 anni, del Connecticut;
- Il sovrintendente capo della polizia Noam Aizenman, 35 anni, di Gerusalemme;
- Yona Peter Malina, 38 anni - gravemente ferita e morta nel 2005.